# Theo Schönhöft
Theo Schönhöft (9. maj 1932 - 26. juli 1976) var en tysk fodboldspiller (angriber). Han spillede for VfL Osnabrück og repræsenterede desuden ved en enkelt lejlighed det vesttyske landshold.